# Napoléon La Cécilia
Napoléon La Cécilia (ur. 13 września 1835 w Tours, zm. 25 listopada 1878 w Aleksandrii), generał Komuny Paryskiej, pochodzenia włoskiego.
Po ukończeniu studiów wykładał matematykę. W 1860 r. wziął udział w wyprawie Garibaldiego na Sycylii, odznaczył się pod Marsalą i Palermo, za co otrzymał stopień pułkownika. Odrzuciwszy ofiarowane sobie miejsce w armii włoskiej, wykładał czas jakiś matematykę na uniwersytecie w Ulm. Po powrocie do Francji został członkiem "Internationala", a po wybuchu wojny francusko-pruskiej zaciągnął się do I batalionu wolnych strzelców paryskich brygady Lipowskiego. Dowiódł niezwykłej odwagi, waleczności i talentu dowódczego. W styczniu 1871 został pułkownikiem. Po zawarciu pokoju, udał się z częścią swego batalionu do Paryża, ofiarował swe usługi Komunie, otrzymał stopień generała dywizji i dowództwo nad armią środkową od Billancourt do la Bievre. La Cécilia walczył dzielnie, ale musiał ulec przewadze wojsk wersalskich, cofnął się do fortu Vincennes, po którego zdobyciu 29 maja uszedł za granicę.